# Urša Pintar
Urša Pintar (Ljubljana, 3 oktober 1985) is een Sloveens wielrenster.

## Carrière

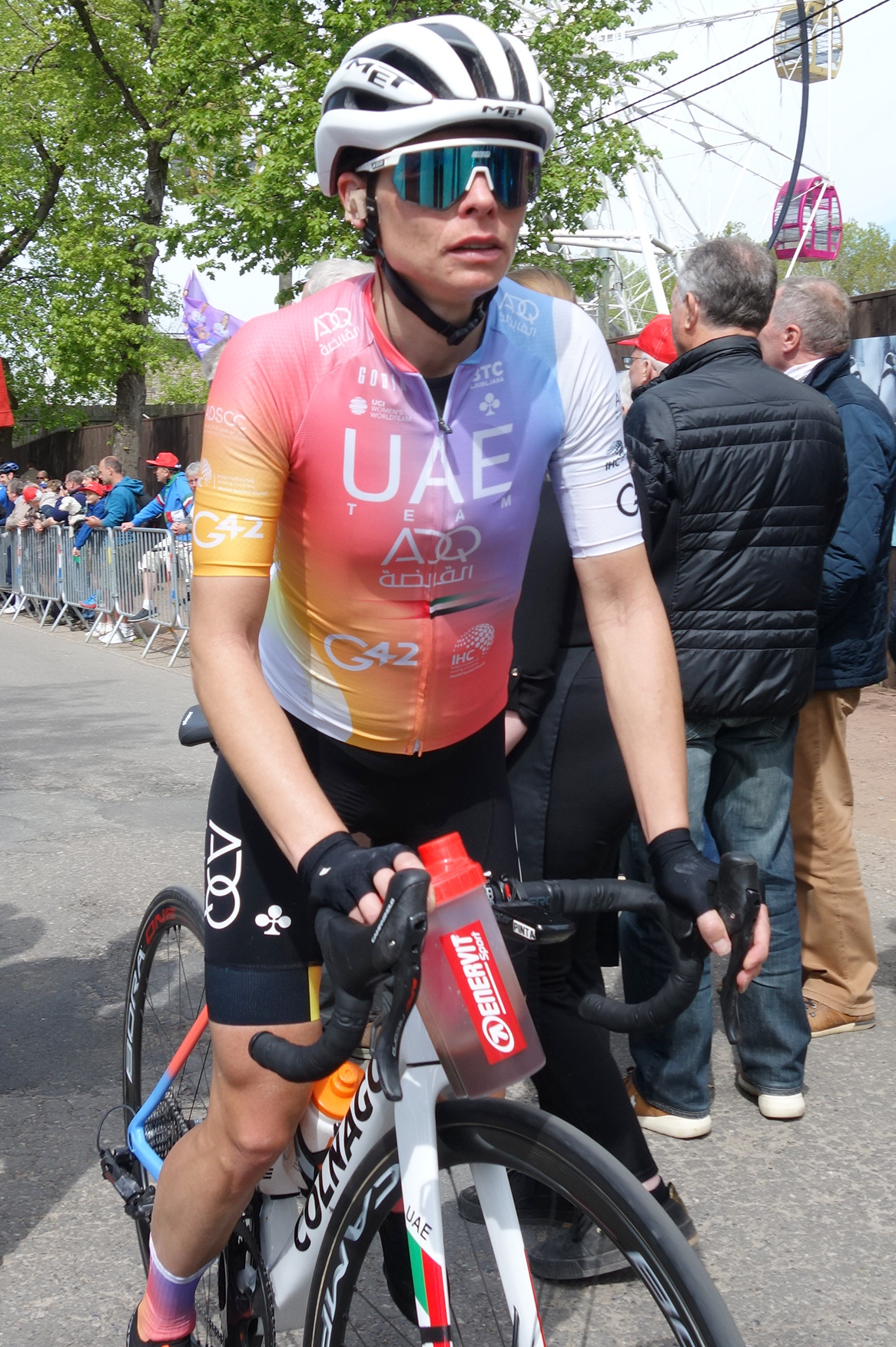
Pintar na de finish van de Waalse Pijl 2022

Pintar reed sinds 2014 bij de Sloveense wielerploeg BTC City Ljubljana. Ze stapte in 2020, samen met de sponsor en enkele rensters, over naar Alé BTC Ljubljana, dat in 2022 verder ging als UAE Team ADQ. In 2023 kwam ze uit voor BTC City Ljubljana-Scott en vanaf 2024 voor Born To Win.
Pintar werd meerdere keren Sloveens kampioene op de weg en in het tijdrijden. Ze heeft deelgenomen aan de Europese Spelen van 2015 en 2019. Haar beste uitslag op deze spelen was een achttiende plaats op de tijdrit in 2019. Tijdens de Middellandse Zeespelen 2022 werd ze zevende in de tijdrit en achttiende in de wegwedstrijd.

## Erelijst
2011

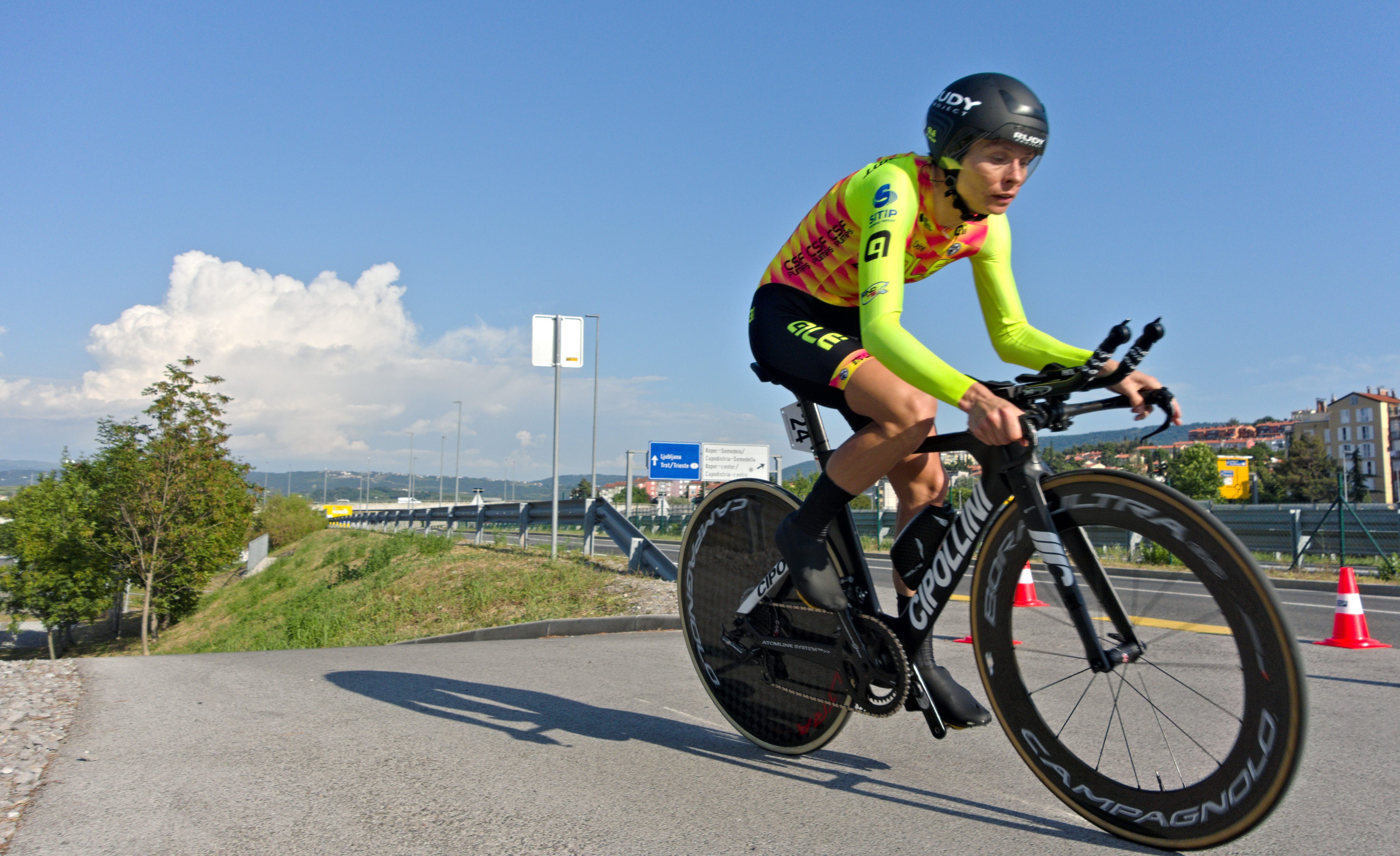
Pintar tijdens het nationaal kampioenschap tijdrijden in 2021

 Sloveens kampioenschap op de weg
2012
 Sloveens kampioenschap tijdrijden
 Sloveens kampioenschap op de weg
2013
 Sloveens kampioenschap op de weg
2014
 Sloveens kampioenschap op de weg
2015
 Sloveens kampioenschap op de weg
2016
 Sloveens kampioene tijdrijden
 Sloveens kampioenschap op de weg
2017
 Sloveens kampioene tijdrijden
2018
 Sloveens kampioenschap op de weg
 Sloveens kampioenschap tijdrijden
2019
 Sloveens kampioenschap op de weg
 Sloveens kampioenschap tijdrijden
2020
 Sloveens kampioene op de weg
2021
 Sloveens kampioenschap op de weg
 Sloveens kampioenschap tijdrijden
2022
 Sloveens kampioenschap op de weg
 Sloveens kampioenschap tijdrijden
2023
 Sloveens kampioene op de weg
 Sloveens kampioenschap tijdrijden

### Resultaten in voornaamste wedstrijden
| Jaar | Gent-Wevelgem | Ronde van Vlaanderen | Amstel Gold Race | Luik-Bast.‑Luik | Trofeo Alfredo Binda | La Course by Le Tour de France | Ronde van Emilia |  | WK op de weg |
| ---- | ------------- | -------------------- | ---------------- | --------------- | -------------------- | ------------------------------ | ---------------- |  | ------------ |
| 2010 |               |                      |                  |                 | opgave               |                                |                  |  |              |
| 2011 |               |                      |                  |                 | opgave               |                                |                  |  |              |
| 2012 |               |                      |                  |                 | opgave               |                                |                  |  | opgave       |
| 2013 |               |                      |                  |                 | 49e                  |                                |                  |  | opgave       |
| 2014 |               | opgave               |                  |                 | opgave               |                                | 7e               |  | opgave       |
| 2015 |               | opgave               |                  |                 | 61e                  | opgave                         | 14e              |  | 66e          |
| 2016 | opgave        | opgave               |                  |                 | 40e                  | 30e                            | 50e              |  | 44e          |
| 2017 | opgave        | 74e                  | opgave           | 59e             | 26e                  | 18e                            | 5e               |  | 22e          |
| 2018 | opgave        |                      |                  | 70e             | 49e                  | 18e                            | 7e               |  | 33e          |
| 2019 | opgave        | 54e                  |                  | 80e             | 31e                  | 20e                            |                  |  | opgave       |
| 2020 |               |                      |                  | 35e             |                      |                                | 4e               |  | 17e          |
| 2021 |               |                      |                  |                 | 29e                  |                                |                  |  |              |
| 2022 |               |                      |                  | 24e             | 48e                  |                                | 11e              |  | 42e          |
| 2023 |               |                      |                  |                 |                      |                                | 21e              |  | opgave       |

### Resultaten in rondes
| Jaar | Ronde van Toscane | Ronde van Burgos | Ronde van Trentino | Gracia Orlová | The Women's Tour | Giro Rosa |
| ---- | ----------------- | ---------------- | ------------------ | ------------- | ---------------- | --------- |
| 2010 | 87e               |                  | DSQ                | opgave        |                  |           |
| 2011 | 55e               |                  | 65e                | 43e           |                  |           |
| 2012 | 42e               |                  | 39e                | 24e           |                  |           |
| 2013 | 23e               |                  | opgave             | 19e           |                  |           |
| 2014 | 24e               |                  |                    | 17e           |                  | 84e       |
| 2015 |                   |                  |                    |               |                  | 73e       |
| 2016 |                   |                  |                    |               | opgave           | 54e       |
| 2017 |                   |                  |                    |               |                  | 26e       |
| 2018 |                   |                  |                    |               | 42e              | 25e       |
| 2019 | 15e               | 4e               |                    | 36e           |                  | 43e       |
| 2020 |                   |                  |                    |               |                  |           |

(*) tussen haakjes aantal individuele etappe-overwinningen
Bastianelli · Boogaard · Bravec · Bujak · Chursina · García · Guderzo · Maneephan · Pintar · Trevisi · Yonamine · Žigart
Bastianelli · Boogaard · Bujak · Chursina · García · Guderzo · Patuelli · Pintar · Reusser · Tomasi · Trevisi · Wright
al Sayegh · Bastianelli · Bertizzolo · Boogaard · Bujak · García · Ivanchenko · Magnaldi · Novolodskaja · Patuelli · Pintar · Tomasi · Trevisi · Wright · Zanetti